# Історія Сміли

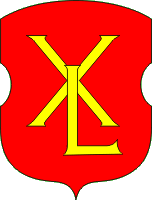
Герб міста Сміла в XIII столітті

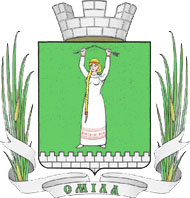
Сучасний герб м. Сміла

Історія міста Сміла

## Історія Сміли

### Древні часи
Поблизу міста Сміли виявлені пам'ятники дніпрово-донецької культури(5-3 тисячі років до нашої ери). Серед знахідок — кістяні наконечники стріл, частина кам'яного полірованого молота, дві кам'яні сокири.
Згідно з дослідженнями наукової експедиції Лабораторії Товариства археологічних досліджень Міністерства культури України, проведених в 1990 році поблизу хутора Вовківка (Ротмістрівська сільська рада) під керівництвом начальника експедиції Т. Л. Битковської, встановлено: «На вскрытой площади (около 2 га) обнаружено 6 жилищ, 4 из которых уже исследованно, свыше 10 хозяйственных ям и 34 других хозяйственных объекта, а также ров, относящийся к этой культуре. … Всё это поселение относится к чернолесской культуре, которое датируется приблизительно XI–X в.в. до н.э.»
Між містом Сміла і с. Костянтинівка поблизу річки Сріблянки і болота Ірдиня розміщено 30 курганів. Частина з них розкопана. Дослідження знайдених уламків, кістяних та інших виробів свідчать про те, що в ті часи були поселення мисливсько-рибальських племен, які вже знали свійських тварин і перші культурні злаки.

### Часи Київської Русі
«… IX століття. Заплави рік Ірдинь (від міста Сміли до села Мошен) і Тясмин (до впадання її в Дніпро вище Кременчука біля нині затопленого міста Крилів) були стародавнім пересохлим річещем Дніпра, яке було судноплавним тисяча і більше років тому. Нижче Канева Дніпро розділявся на два рукави. Правий з них шириною 1-3 км був головним і судноплавним. Між двома рукавами був величезний, довжиною 130 км болотистий острів, де за арабським джерелом жили стародавні східнослов'янські племена, які об'єднувались під назвою „Русь“. З цього острова, що простягався „В три дня пути“, Русь здійснювала напади на ворогів.
…На підвищені Дніпровського кряжу по околицях острова ніби вартові історії, стоять міста Канів, Черкаси, Сміла, Чигирин»
… XII століття. У праці «Історія культури стародавньої Русі (вид. Акадамії наук СРСР 1951 рік) згадується, що в Смілі знайдено київські гривні XII століття. А тому можна зробити припущення, що приблизно в чей час на території нашого міста був якийсь населений пункт, жителі якого мали торговельні відносини з Києвом, використовуючи для цього судноплавний рукав Дніпра.»

## Сміла як постійне поселення
- Перша згадка про поселення на річці Тясмин згадується в 1542 році, коли великий князь Литовський Сигізмунд I Старий надав черкаському бояринові Яцькові Тимкевичу порожнє урочище над р. Тясмином на території так званих Радивонівських ґрунтів земельного обшару.
- 1542 Офіційна дата народження Сміли
- 1633 року Станіслав Конєцпольський купив у Христини Жубрикової-Корженьовської в районі Тясмину Мліїв, Орловець, Тясмин ('Смілу), Балаклій, Городище, Жаботин тощо.[1]
- 1709 Діє козацьке городове самоврядування.
- 1741 В містечку 280–300 дворів, в яких проживає 2 — 2,5 тисяч осіб.
- 1742 Князем Любомирським збудовано дерев'яну фортецю.
- 1773 Місту надано привілей на Магдебурзьке право.
- 1781 «Сміла — головне місто серед 40-50 сіл в Україні. Містечко дерев'яне, населене селянами. Землі, які належали місту, мали більше 12 квадратних миль площі (1 англ. кв.миля — 1609,34 кв.м)» (Жан-Генріх Мюнц «Мальовничі подорожі Польщею та Україною»).
- 1793−1794 Сміла — центр однойменного повіту. Потім — центр Смілянської волості Черкаського повіту.
- 1795 У Смілянських володіннях графа Олександра Самойлова мешкає 1747 чоловік осілого населення та 435 неосілих, з них 50 ремісників, 9 шевців, 6 ткачів, 8 кравців. Решта — землероби.

### Гетьманщина
У 1648 — 1667  це сотенне містечко Чигиринського полку. У 1654 році переяславський полковник Павло Тетеря отримав від Російського царя грамоту на місто. В 1658–1659 роках власником Сміли був полковник Данило Виговський.

### Період Речі Посполитої
За Слободищенським трактатом 1660 року на цих землях відновлена влада Речі Посполитої і Сміла переходить у власність Олександра Конецпольського у складі Речі Посполитої. Постійні битви між поляками, татарами і турками, а також війна із шведами призвели до розорення й спустошення Сміли. (див. Руїна).
У XVII столітті власниками Сміли стають польські князі Любомирські, які в 1742 році побудували дерев'яний замок(місце знаходження — Замкова гора, що на розі вулиці Крилова та провулку Крилова.) з валом і частоколом навколо міста.
У 30 — 60 роках 18 століття населення Сміли брало участь у гайдамацькому русі.

### Імперський період
У 1787 році князь Ксаверій Любомирський продає свої землі навколо Сміли князю Потьомкіну. В 1793 році землі переходять до графа Олександра Самойлова, племінника Потьомкіна. У 1795 році у Смілянських володіннях графа Самойлова мешкає 1747 чоловік осілого населення та 435 неосілих, з них 50 ремісників, 9 шевців, 6 ткачів, 8 кравців. Решта — землероби.

В'їзд у Смілу зі сторони Черкас по дорозі на Умань

У 1793 році за другим поділом Польщі Сміла відходить до складу Російської імперії. У 1793–1794 роках Сміла — центр однойменного повіту. З 1797 року Сміла — містечко Черкаського повіту Київської губернії.

### Сміла у властності роду графів Бобринських
- 27 квітня 1821 року Софія Самойлова одружується з Олексієм Бобринським, до якої згодом відійшли у власність місто Сміла.

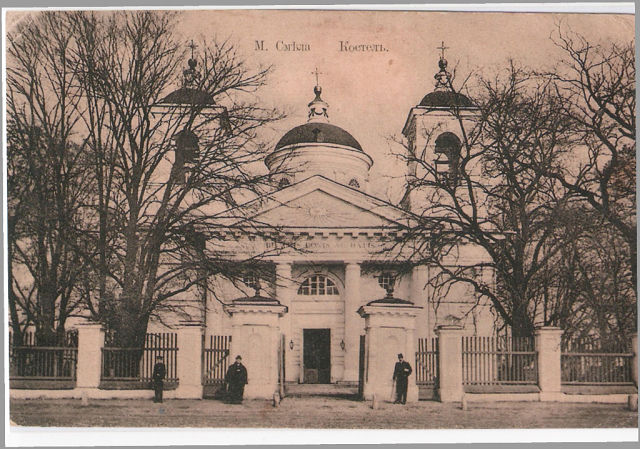
Смілянський костел у ХІХ столітті

Гравюра смілянського костьолу з польського тижневика Tygodnik Ilustrowany

- У 1827 році завершено будівництво костелу, котре тривало 9 років. Основним «спонсором» будівництва виступив власник села Товста Звенигородського повіту Антон Совецький, який був колишнім хорунжим у польському війську.

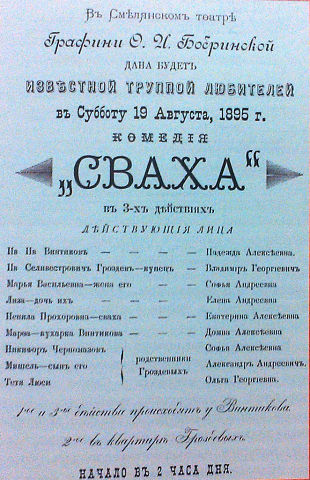
До революції у Смілі функціював театр, на сцені котрого ставились різного роду вистави афіша «Комедия Сваха»

Смілянський костьол став центром католицької парафії (релігійної общини) не лише Сміли, але й значної кількості інших населених пунктів. Відомо, що в 1820 році до складу «смілянської парафії» входили містечка Сміла, Кам'янка, Олександрівка, Жаботин, Ротмистрівка, Бурти, Вільшана та Городище, а також 92 села. У 1837 році до «смілянської парафії» були приєднані й Черкаси з найближчими селами. З державної казни смілянському костьолу щороку виділялося по 275 рублів сріблом.
По завершенні усіх архітектурних робіт костьол представляв добре оздоблену будівлю з красивим фасадом з 4-ма колонами іонічного стилю, 2-ма башточками та куполом. Кам'яні стіни костьолу були покриті залізом. Внутрішнє оздоблення будівлі містило позолочені хрести, барельєфи, живописні образи, написані художником Пашковським, малюнки із зображенням різних подій Святого Письма. Вінцем внутрішньої краси костьолу став вівтар, прикрашений 4-ма позолоченими колонами. На хорах костьолу розміщувався важливий атрибут католицької служби — музичний інструмент орган.
- 1838 Початок розвитку цукропереробної галузі в місті.
- 1845 8 тисяч жителів, 755 будинків, 60 крамниць,
- 1860 12 тисяч жителів.3 православні церкви, католицький костел, Миколаївська церква на Загреблі та тільки дзвіниця в центрі міста (з протилежної сторони костелу) Унійної Церкви (сьогоднішня назва УГКЦ), одна, синагога, 2 єврейських молитовних будинки. Мировий суд, канцелярія судового допиту, земельна управа, станції — поштова і телеграфна. 176 крамниць, 255 ремісників. Аптека, волосна лікарня на 25 ліжок. Двічі на тиждень — базари, двічі на рік — ярмарки (за Л.Похилевичем).
- 1876 Через місто пройшла залізниця, відкрито станцію Бобринську.

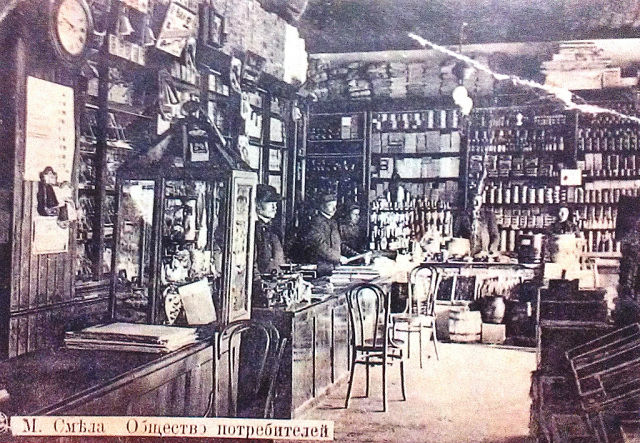
Будинок «Вечірні візерунки» до революції — Товариство споживачів

- 1879 На 9 фабриках і заводах Сміли вироблено продукції на понад 4 млн карбованців — це більше, ніж того ж року випустило 76 заводів і фабрик Києва (В. І. Ленін «Розвиток капіталізму в Росії»).
- 1887 При рафінадному заводі відкрито центральну телефонну станцію.
- 1889 18 великих підприємств, де зайнято 1130 робітників.

Працює завод з виробництва гасу для освітлення вулиць.

## Сміла на початку ХХ-го століття

Мапа Сміли в 1893 році

Будівництво Покровської церкви

З початком ХХ-го століття у Смілі проживало 20 тисяч жителів. Працювало 23 фабрики і заводи. Для віруючих було 13 соборів, церков, молитовних будинків. Налічувалось 10 шкіл, 71 селянських господарств — безземельні і малоземельні, 52 — безкінні, З ресторани, 81 купець.
Будується Покровська церква котра є майже повною копією Петербурзької Благовіщенської церкви збудованою у 1849 році та зруйнованою більшовиками після Жовтневої революції.

## Сміла в період Перших Визвольних Змагань

### Період від лютневої революції в Петрограді, становлення УНР
На початок 1917 року у Смілі вже проживало 29 тисяч чоловік. Працювали потужний цукровий та рафінадний завод, механічні майстерні, 6 шкіряних заводів, 2 маслобійні, пивзавод, миловарний, свічковий ти жиросальний заводи, вальцовий млин, олійниці.
17 квітня 1917 року, після повалення царського режиму в Російській імперії у Смілі утворився цивільний комітет, комісаром якого став учитель соціал-демократ. Також у Смілі створюються чисельні громадські комітети, котрі виступали за скорочення робочого дня до 8 годин замість 14, розподіл панської землі та інше.
Тимчасовий уряд намагався методами умовляння та залякування зупинити селянський рух. Цитата з циркуляру виданим Черкаським повітовим комісаром:
|  | "Самочинний захвати будь чиєх земель недопустимий, бо це буде самоуправством, а всяке самоуправство карається суворо законом" |

Для боротьби з безпорядками до Черкаського повіту направлено урядові війська, так у Смілі стоїть штаб 5 Донської козацької дивізії.
Боротьба селян проти поміщиків стає більш масовою, так маєтки княгині Яшвіль у с. Сунках, поміщика Дуриліна в с. Гулягородок, поміщика Альбрандта в с. Самгородку були розгромлені, службовий персонал розігнаний.
11 вересня 1917 року озброєний натовп розганяє прислугу економії графа Бобринського.
Ось як пригадує бої з лояльними до більшовиків моряками Лютий-Лютенко Іван у своїй книзі «Вогонь з Холодного Яру» котрий був командиром 25-го Черкаського куреня, що дислокувався у Смілі.:
|  | Ми знову зударилися з більшевиками коло Бобринської станції. Це були переважно червоні матроси з Чорноморської флотилії. І хоч вони були регулярні фронтовики, „купані в морі, сушені бурями і гартовані сонцем", як любили вони чванькувато підкреслювати, то на суші вони показалися неповороткими, а в деяких ситуаціях зовсім безпорадними, І ми їх розбили вщент! |

### Період Гетьманату

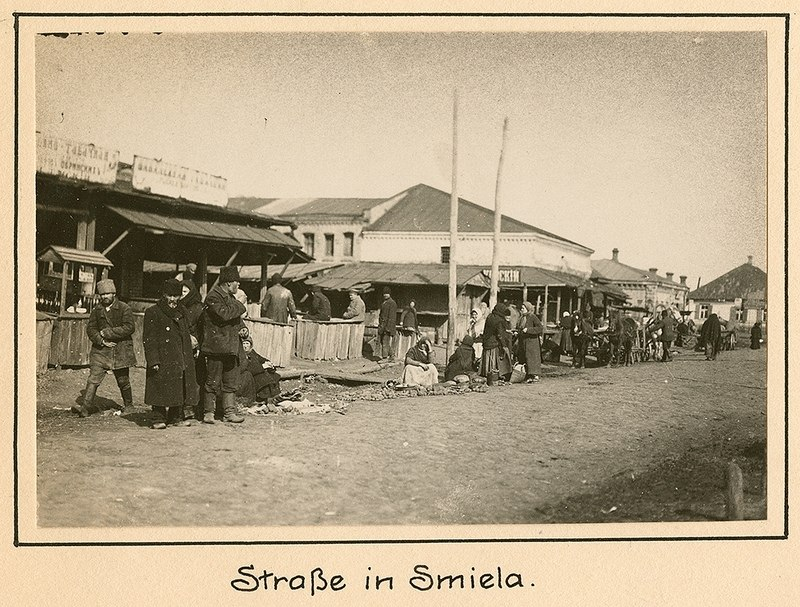
Сміла в часи Гетьманату вигляд на гімназію зі сторони залізниці

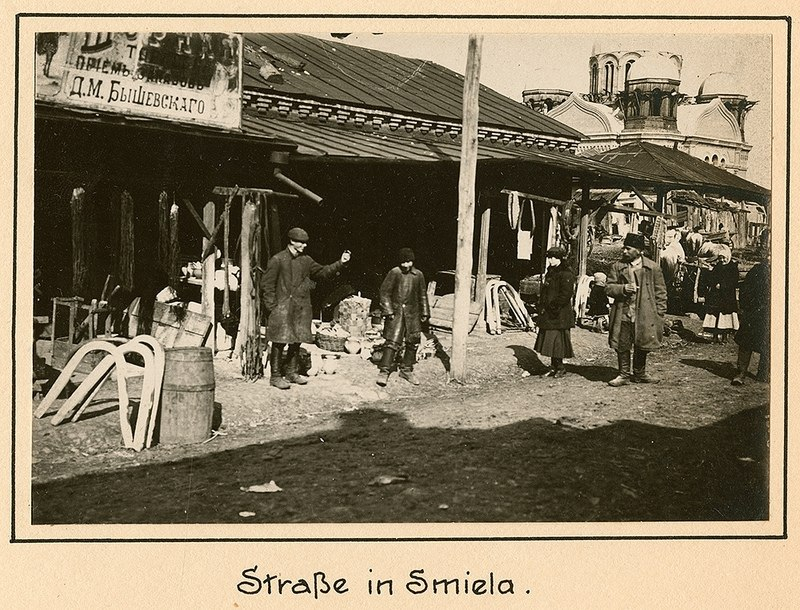
Сміла в часи Гетьманату вигляд на Покровську церкву

З приходом до влади гетьмана Скоропадського до Сміли прибули частини австро-німецьких військ та отамана Водяного. Відповідно до наказу німецького командування від 26 квітня 1918 року селян зобов'язали протягом тижня повернути до власності поміщиків відібраний інвентар, худобу тощо.
У відповідь на ці дії, розгортається активний селянський спротив та формуються партизанські загони, найбільш відомі ватажки: в с. Сунки брати Захар і Сергій Подвиженки, в с. Глов'ятино Іван та Андрій Котляри.

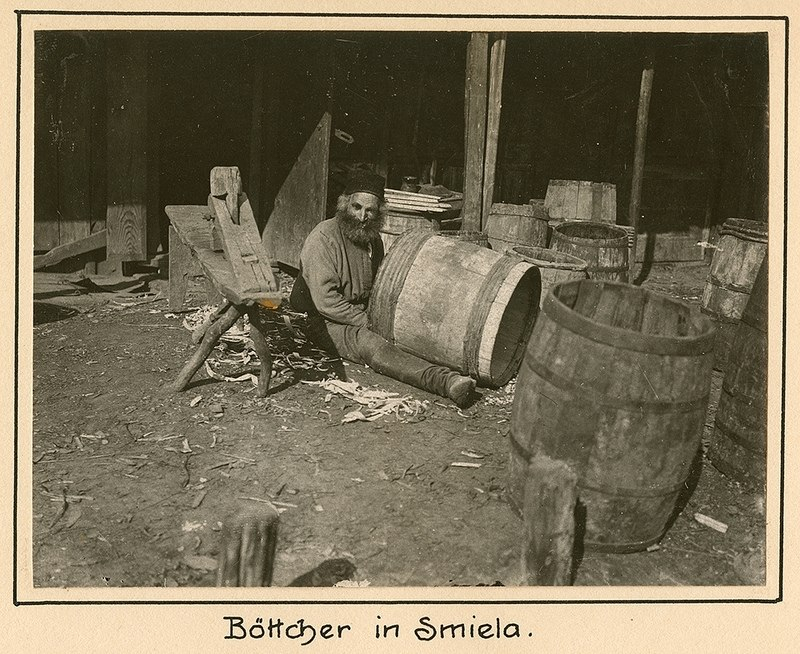
Сміла в часи Гетьманату майстер з виробництва діжок

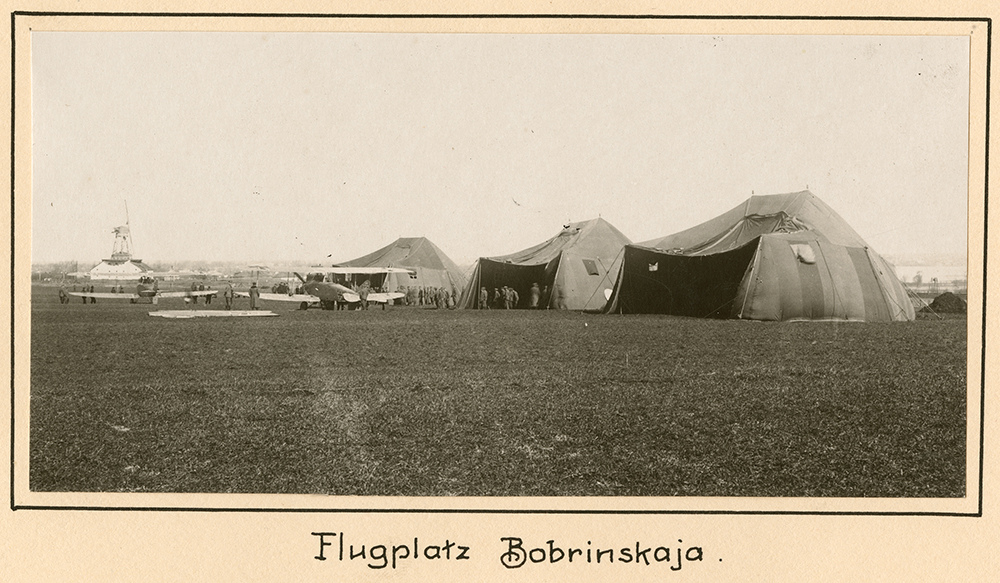
Сміла в часи Гетьманату німецьке летовище

28 травня 1918 року начальник міліції 4ї дільниці Скрипниченко повідомляв телеграмою Черкаського повітового старосту: «Громадяни Попівки, Санжарихи, Тернівки ведуть бої з німецькими військами».
На що німецький комендант Сміли капітан фон Кнаак у своєму наказі від 8го серпня 1918 року зобов'язати кожного сільського старосту скласти поіменний список чоловічого населення віком понад 16 років: «на випадок виникнення безпорядків командуючий німецькими загонами під час обшуків на селі за цими списками скликатиме чоловіче населення і таким чином визначить, хто з чоловіків відсутній. У випадку відсутності цих чоловіків буде зроблений висновок, що вони перебувають серед повсталих банд. Майно цих людей буде реквізовано, а самі вони будуть заарештовані і віддані до німецького польового суду.»
Ці дії призвели до збройного повстання проти влади Гетьманату, так 18 листопада 1918 року на станції Бобринська робітники залізниці роззброюють Державну варту та розквартировану німецьку військову частину. Також активні дії партизанських отаманських загонів в районі Сміли призвели до виводу німецьких військ з міста та повіту.
Внаслідок активної більшовицької пропаганди отаманські загони спільно з робітничіми комітетами повалюють Гетьманату у місті, внаслідок чого влада у Смілі перейшла до революційного комітету.

### Григор'ївське антирадянське повстання
Після приходу до влади більшовиків з політикою «воєнного комунізму» лояльність отаманських загонів, до них, різко змінюється. Внаслідок чого в травні 1919 року на півдні України відбувається Григор'ївське повстання військові частини, що стали на бік Григор'єва розпочинають наступ на Центральну Україну у 3х напрямках.
10 травня 1919 року військові загони Григор'єва під командуванням Павлова встановлюють владу повстанців у Смілі.

### Захоплення Сміли військами Денікіна
Внаслідок поразки Григор'ївського повстання Денікінські війська переходять у наступ на Півдні України, та йдуть на Київ.
21 серпня 1919 року Смілу захоплюює Добровольча армія Денікіна, у місті відновлюються дореволюційні порядки, каральні загони повертають у власність поміщикам їх маєтки та майно.

### Бойові дії кінця 1919 року— 1920 року

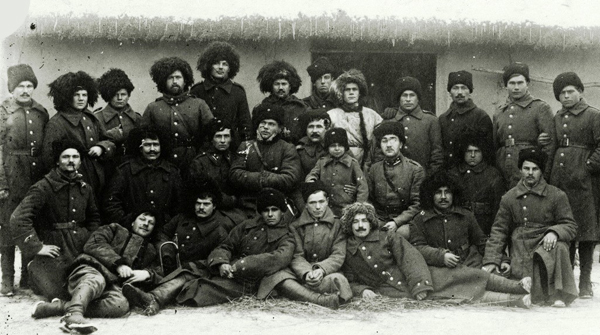
Вояки полку Чорних запорожців

На кінець 1919 року найбільшими людськими та матеріальним ресурсами у громадянській війні мала Радянська Росія. Внаслідок чого у її війні з військами УНР та Білою армією все більше перевагу отримували саме війська більшовиків. Так 9 січня 1920 року Смілу захоплює Червона армія, але менш чим через місяць під час Першого зимового походу армії УНР кінним полком Чорних запорожців під командуванням Петра Дяченка 8 лютого 1920 року відбивають Смілу у армії Радянської Росії та при підтримці Волинської збірної групи займають станцію Бобринську.

## Сміла в період існування Радянського Союзу

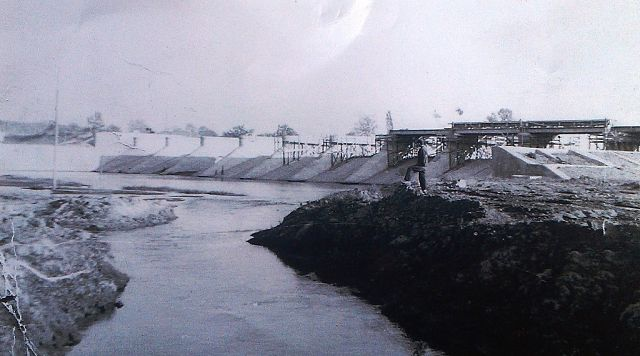
Будівництво нової греблі на річці Тясмин у Смілі

1923 — Сміла — адміністративний центр однойменного району.
1927 — Збудовано електростанцію. Закладено машинобудівний завод союзного значення.
1938 — Початок будівництва першої черги міського водогону, електрифікації міста, прокладено перші пасажирські автобусні маршрути.
До початку Великої Вітчизняної війни Сміла — розвинене місто обласного підпорядкування з 35-тисячним населенням. Працює 14 промислових підприємств і 11 артілей промкооперації, 2 лікарні, 10 загальноосвітніх шкіл, механіко-технологічний технікум, 2 школи фабрично-заводського навчання. Центри культурно-освітньої роботи — 7 клубів, 5 бібліотек та 6 стаціонарних кіноустановок.
1972 — Розпочато будівництво радіоприладного заводу.
1973 — Проведено природний газ.
1980–1990 — Забудовано багатоповерхові житлові мікрорайони № 13,49,53.
Відкрито новий шляхопровід через залізничну колію Знам'янка-Миронівка.
Створено Нижній парк.

## Сміла з 1991 року по сьогодення
2005 — Сміла — місто обласного підпорядкування. Районний центр. Населення — 69,8 тисячі осіб. 20 великих підприємств різної форми власності. 354 малих підприємств, 3160 приватних підприємців. 204 магазини, 164 торговельні кіоски та павільйони, 61 підприємство громадського харчування, 124 об'єкти побутового обслуговування.